# Oskar Czerwenka
Oskar Czerwenka (* 5. Juli 1924 in Vöcklabruck; † 1. Juni 2000 ebenda) war ein österreichischer Opernsänger (Bass). Er war auch als Maler, Illustrator und Autor tätig.

## Leben
Oskar Czerwenka wuchs in seiner Geburtsstadt Vöcklabruck in Oberösterreich auf. Während seiner Gymnasialzeit in Gmunden wollte er eigentlich Maler werden. Er studierte Welthandel und begann dann in Wien eine private Gesangsausbildung. Sein Debüt als Sänger gab er 1947 in Graz als Eremit im Freischütz. 1951 wurde Czerwenka Ensemblemitglied der Wiener Staatsoper, was er bis 1986 blieb. Er sang auch an der Volksoper Wien sowie an allen großen Opernhäusern der Welt, darunter 1958 erstmals an der Metropolitan Opera. Hinzu kamen Gastspiele bei den Salzburger Festspielen (ab 1953) und den Bregenzer Festspielen.

## Repertoire
Zu Oskar Czerwenkas Repertoire gehörten 75 Partien. Eine seiner bekanntesten Rollen war die des Ochs auf Lerchenau in Der Rosenkavalier. Weitere wichtige Partien waren Graf Waldner in Arabella, La Roche in Capriccio, Kezal in Die verkaufte Braut und Osmin in Die Entführung aus dem Serail. Eine seiner letzten großen Rollen in den 1990er Jahren war die des Milchmanns Tevje in Anatevka. Czerwenka sang auch bei den Uraufführungen der Opern Der Prozess von Gottfried von Einem (1953 bei den Salzburger Festspielen), Irische Legende von Werner Egk (1955) und Jacobowsky und der Oberst von Giselher Klebe (1965). Ferner wirkte er als Konzert-, Lieder- und Oratoriensänger.

## Tätigkeit als Maler und Illustrator
Als Maler hatte Oskar Czerwenka Ausstellungen in Graz, München, Salzburg und Wien. 1963 illustrierte er das Buch Kon-Figurationen zu Texten von Ernst Pichler. In einem Interview über sein Buch Lebenszeiten. Ungebetene Briefe bezeichnet er sich als großen Thomas-Bernhard-Liebhaber.

## Schriften
Czerwenka veröffentlichte als Autor mehrere Bücher, darunter seine 1998 erschienene Autobiographie Jenseits vom Prater.
- Wo’s mir schmeckt. Eine kulinarische Reise durch Oberösterreich und Salzburg. Stieglitz, Mühlacker 1982.
- Lebenszeiten. Ungebetene Briefe. Neff, Wien 1988, ISBN 3-7014-0260-4.
- Jenseits vom Prater. Erlebtes – Erlittenes – Empfundenes. Ueberreuter, Wien 1998, ISBN 3-8000-3697-5.

## Auszeichnungen
- Berufstitel Kammersänger (1962)

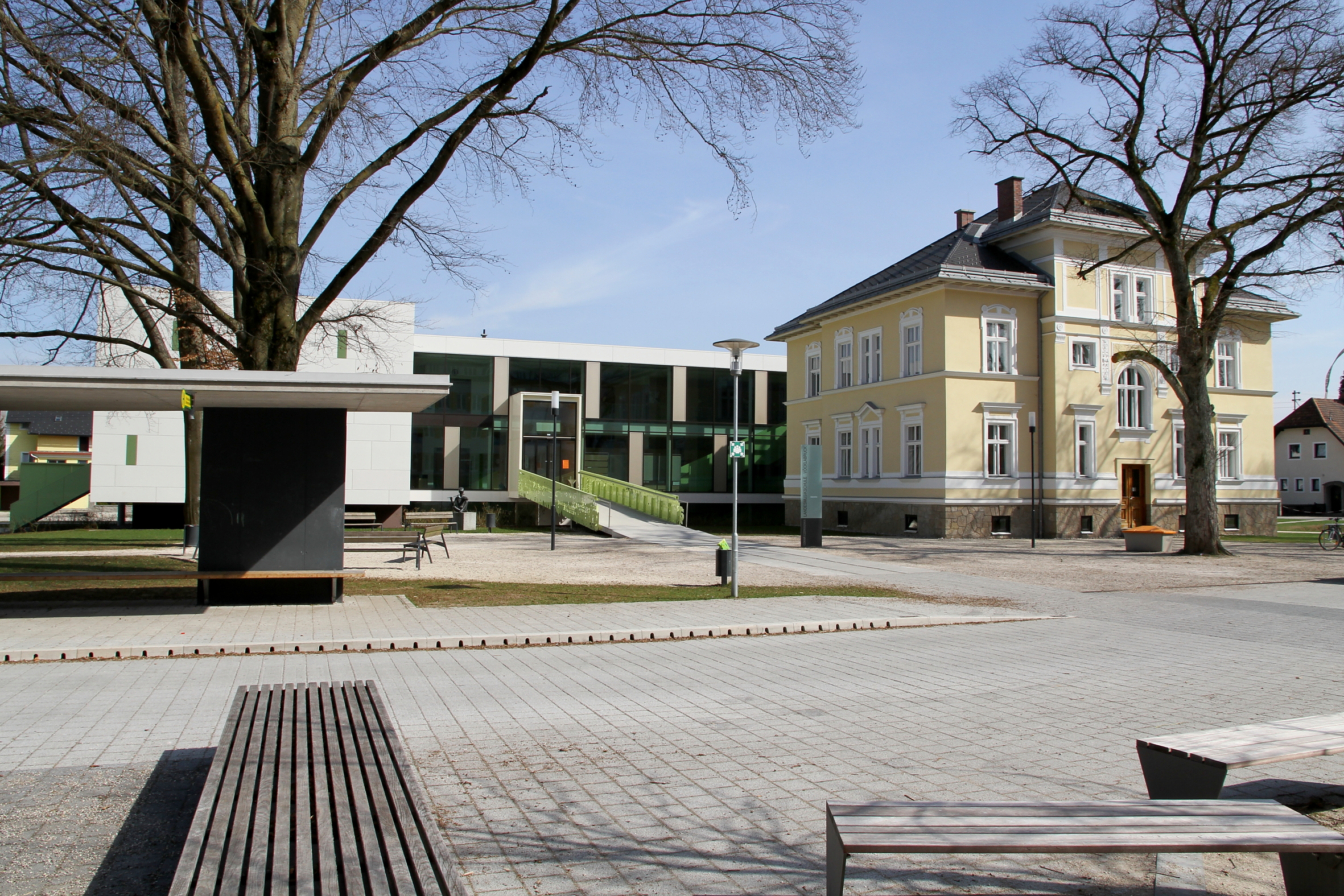
Die denkmalgeschützte Oskar-Czerwenka-Villa wurde von der Stadtgemeinde angekauft, renoviert, mit einem kubischen Zubau erweitert und um 5 Mio. Euro 2008 zur „Oskar-Czerwenka-Landesmusikschule“ umgebaut.

- Österreichisches Ehrenkreuz für Wissenschaft und Kunst I. Klasse (1969)
- Berufstitel Professor (1976)
- Ehrenring und Girardi-Medaille der Stadt Graz (1983)
- Ehrenring und Ehrenmitglied der Wiener Staatsoper (1983)
- Goldenes Verdienstzeichen des Landes Oberösterreich (1999)
- Ehrenbürger von Vöcklabruck (1999)

2008 übersiedelte die Landesmusikschule Vöcklabruck in die mit einem Zubau versehene Villa des Künstlers in Vöcklabruck und wurde in Oskar-Czerwenka-Landesmusikschule umbenannt.